# 社会党
社会党（英語：Socialist Party）是世界各地许多不同政党的名称。所有的社会党都自称支持某种形式的社会主义，然而不同的社会党对“社会主义”的含义可能有截然不同的解释。据统计，社会党大多以民主社会主义、社會民主主義或第三条道路为其意识形态立场。许多社会党与勞工運動和工会有明确联系。另见社會黨國際、民主社会主义政党和组织列表以及社會民主主義政黨列表。属泛阿拉伯主义的復興主義政党也自称为社会主义政党。信奉托洛茨基主义的国际社会主义道路的部分成員黨也使用“社会党”这个名称。